# Oficyna zamkowa w Pszczynie

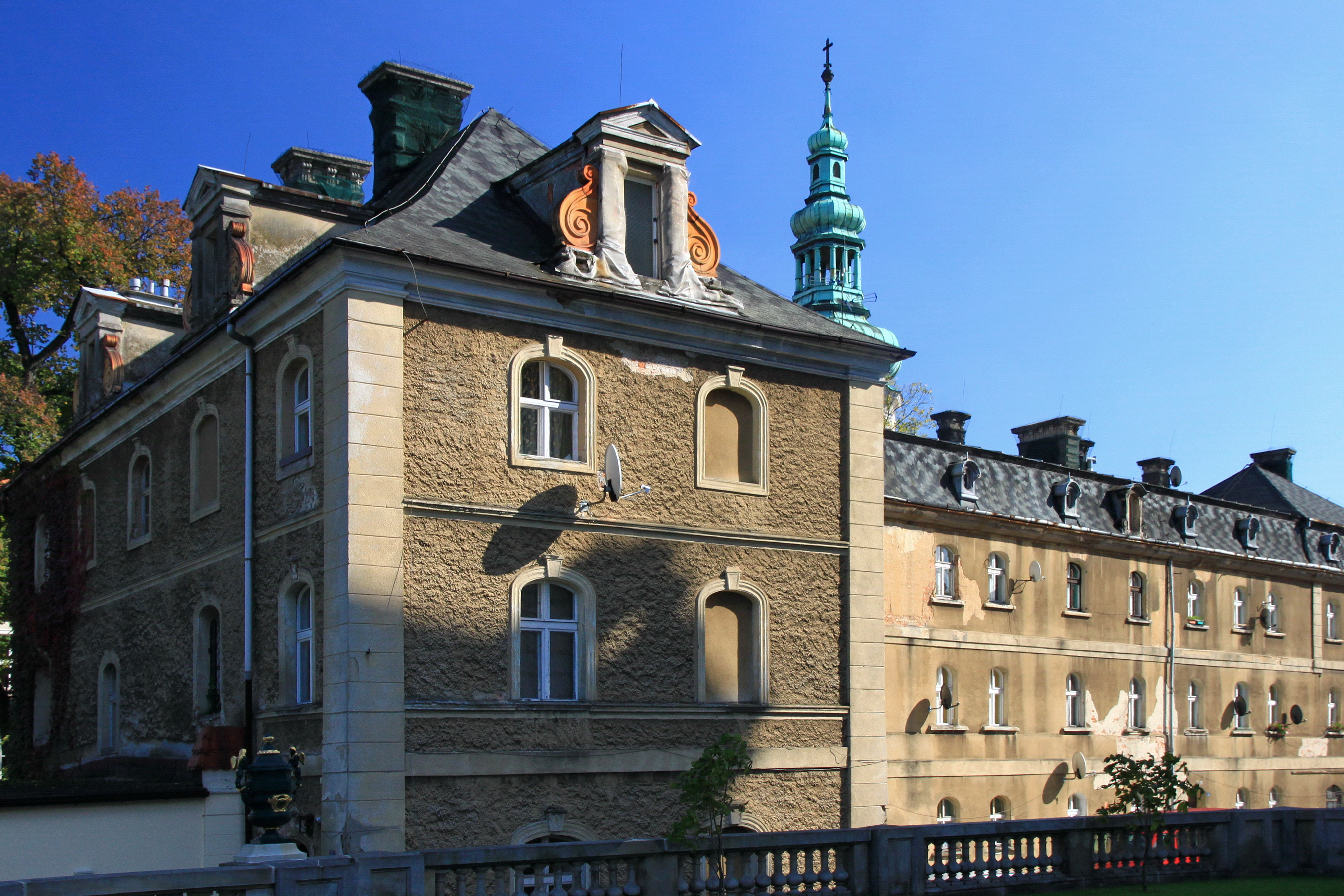
Oficyna, widok od północnego zachodu, z tarasu zamku

Oficyna zamkowa w Pszczynie – budowla w Pszczynie, zamykająca od strony wschodniej wschodni dziedziniec zamkowy.
Murowana z cegły, pierwotnie jednopiętrowa, wznoszona na miejscu dawnego muru obronnego w XVII/XVIII wieku z przeznaczeniem na stajnie (w przyziemiu) oraz mieszkania dla służby (na piętrze). Uwidoczniona już na mapie Hindenberga z 1639 r. Nadbudowana o jedno piętro i gruntownie przekształcona w ciągu XIX w., kiedy powstały aktualne stajnie zamkowe. Obecnie na rzucie litery „L”, której krótka „podstawa” leży po stronie północnej budowli. Otynkowana, nakryta dachem mansardowym z lukarnami. Wykorzystywana jako obiekt mieszkalny.